# Wahlen zum Repräsentantenhaus der Vereinigten Staaten 1854
Die Wahlen zum Repräsentantenhaus der Vereinigten Staaten 1854 fanden ab dem 4. August 1854 statt. Dabei wurden in den Vereinigten Staaten an verschiedenen Wahltagen die Abgeordneten des Repräsentantenhauses gewählt. Die Wahlen waren Teil der allgemeinen Wahlen zum 34. Kongress der Vereinigten Staaten in jenem Jahr, bei denen auch ein Drittel der US-Senatoren gewählt wurden. Da die Wahlen etwa in der Mitte der Amtszeit von Präsident Franklin Pierce stattfanden (Midterm Election), galten sie auch als Votum über die bisherige Politik des Präsidenten.
Zum Zeitpunkt der Wahlen bestanden die Vereinigten Staaten aus 31 Bundesstaaten. Die Zahl der zu wählenden Abgeordneten betrug 234. Die Sitzverteilung im Repräsentantenhaus basierte auf der Volkszählung von 1850. Damals befand sich die amerikanische Parteienlandschaft im Umbruch. Die United States Whig Party, die bis zu der Wahl 1854 eine der beiden staatstragenden Parteien war, war am Zerbrechen. Sie stellte zum letzten Mal noch 13 Senatoren. Im Repräsentantenhaus spielte sie bereits keine Rolle mehr. Ihre Mitglieder teilten sich unter den anderen Parteien, vor allem der American Party und später der Republikanischen Partei auf. Außerdem entstand die kurzlebige Opposition Party, die vor allem gegen die Politik der von den Demokraten geführten Bundesregierung opponierte. Die Demokraten verloren 74 Sitze und damit nicht nur ihre Zweidrittelmehrheit, sondern sogar die absolute Mehrheit. Stärkste Kraft wurde die neu entstandene Opposition Party, die auf Anhieb 100 Mandate errang. Außerdem kehrte die American Party mit 51 Sitzen eindrucksvoll in den Kongress zurück. Ein in den Jahren bis einschließlich 1860 immer präsenter werdendes Wahlkampfthema war im Vorfeld des Amerikanischen Bürgerkriegs die Frage der Sklaverei und die der Rechte der Einzelstaaten. Im Jahr 1854 stand besonders der Kansas-Nebraska Act im Zentrum des Wahlkampfs. Dieses Gesetz wurde besonders im Norden der USA abgelehnt. Da die Demokraten für das Gesetz eintraten verloren sie in dieser Region massiv an Unterstützung, was zu der Wahlniederlage entscheidend beitrug. Da es nach der Wahl keinen klaren Mehrheiten im Repräsentantenhaus gab, kam es zu einer Art Koalition zwischen der Opposition Party und der American Party.
Frauen und Sklaven waren weder wahlberechtigt noch wählbar. In vielen Bundesstaaten waren auch freie Afroamerikaner von der Wahl ausgeschlossen.

## Wahlergebnis
- Demokratische Partei 83 (157) Sitze
- Opposition Party: 100 (71, Whig Party) Sitze
- Free Soil Party: 0 (4) Sitze
- American Party: 51 (0) Sitze

Gesamt: 234
In Klammern sind die Ergebnisse der letzten Wahl zwei Jahre zuvor. Veränderungen im Verlauf der Legislaturperiode, die nicht die Wahlen an sich betreffen, sind bei diesen Zahlen nicht berücksichtigt, werden aber im Artikel über den 34. Kongress im Abschnitt über die Mitglieder des Repräsentantenhauses bei den entsprechenden Namen der Abgeordneten vermerkt. Das Gleiche gilt für Wahlen in Staaten, die erst nach dem Beginn der Legislaturperiode der Union beitraten. Daher kommt es in den Quellen gelegentlich zu unterschiedlichen Angaben, da manchmal Veränderungen während der Legislaturperiode in die Zahlen eingearbeitet wurden und manchmal nicht.